# Uberto Poggi
Uberto Poggi (nascido em Poggio a Caiano, Itália — falecido em março de 1058) foi um cardeal italiano da Igreja Católica.

## Biografia
Uberto nasceu na comuna italiana de Poggio a Caiano, na Itália.
No consistório de 1058, foi criado cardeal-bispo de Palestrina pelo Papa Estêvão IX.
Ele morreu pouco tempo após a sua nomeação em março de 1058. No mesmo ano, o Papa nomeou um sucessor para a sé suburbicária.